# Melomys spechti
Melomys spechti — вид гризунів у Океанії. Це ендемік острова Бука в автономному регіоні Бугенвіль на північному сході Папуа-Нової Гвінеї. Він відомий лише з фрагментів щелеп, виявлених на острові Бука на північному кінці ланцюга Соломонових островів. Видовий епітет вшановує австралійського палеонтолога Джима Спехта з Австралійського музею, який провів великі дослідження ранньої історії Буки.
Голотип складається з фрагмента лівої верхньої щелепи та частини лівої піднебінної кістки. Додаткові матеріали включають 14 правих та 13 лівих фрагментів нижньої щелепи та три лівих фрагменти верхньої щелепи.
Пацюк Бука був найбільшим видом з усіх описаних на сьогоднішній день Melomys. Довжина трьох молярів 8,1–9,4 мм. Вони були масивнішими та ширшими, ніж у близькоспорідненого Melomys bougainville. Орієнтовна маса тіла 200–250 грамів.
Субфосильні рештки були досить рідкісними в Абрі на стоянці скам’янілостей Кілу на острові Бука. Однак це не означає, що цей вид також був рідкісним у природі. Вік матеріалу становить від 7900 до 9400 років.